# Anaemosia albida
Anaemosia albida là một loài bướm đêm thuộc phân họ Arctiinae, họ Erebidae.